# فلورا ويوليسيز (فلم)
فلورا ويوليسيز (بالإنجليزية: Flora & Ulysses) هو فيلم درامي كوميدي خيالي أمريكي لعام 2021، من إخراج لينا خان، ومن سيناريو لبراد كوبلاند.

## روابط خارجية
- مقالات تستعمل روابط فنية بلا صلة مع ويكي بيانات